# Anomala malaya
Anomala malaya är en skalbaggsart som beskrevs av Ohaus 1932. Anomala malaya ingår i släktet Anomala och familjen Rutelidae. Inga underarter finns listade i Catalogue of Life.